# Hangama
Hangama ( dari / pashto : هنگامه ) (Kabul, 1960) es una cantante de Afganistán. Originalmente nacida como Zuhra, su madre eligió el nombre de Hangama para ella cuando se convirtió en cantante..Antes de emigrar de Afganistán a principios de la década de 1980, era considerada una de las cantantes femeninas más populares del país y también es conocida en Tayikistán e Irán. Actualmente vive en Toronto, Canadá, donde continúa su carrera musical.

## Biografía
Hangama se crio en una familia amante de la música,comenzó su carrera musical en 1975 con 15 años. Fue estudiante de música de Ustad NaiNawaz en Kabul. En la década de 1980 emergió con Ahmad Wali como un dúo musical muy popular y luego se convirtió en la pareja de cantantes sin igual a mediados de la década de 1980. El dúo grabó sus primeras canciones en Afganistán y los videos que las acompañan se volvieron inmensamente populares. Sus canciones siguen siendo clásicos de los archivos musicales afganos.  
Después de irse de Afganistán a Alemania en 1985, Hangama y Ahmad Wali se casaron. Dio a luz a un hijo llamado Massieh en 1986. Tras dejar Alemania, ha tenido muchos conciertos sola y con cantantes como Najim Nawabi, Nasrat Parsa, Leila Forouhar, Naim Popal, Freshta Samah, Haider Salim, Walid Soroor y Waheed Soroor. 
En 2004, después de que el régimen talibán prohibiera  a las cantantes en la televisión afgana  Hangama desafió esta prohibición apareciendo en la televisión afgana. En 2005, Hangama regresó a Afganistán para una ronda de conciertos en Mazar-e sharif y Kabul, y fue aplaudida por su contribución a la música de Afganistán a lo largo de los años. Desde entonces ha tenido conciertos y programas de televisión al menos una vez al año en diferentes estaciones de televisión en Kabul.

## Premios y reconocimientos
- El 29 de noviembre de 2008  ganó el premio ATN como Mejor cantante femenina.
- En abril de 2008 fue nominada a mejor cantante femenina en los premios Noor TV  sin embargo, fue superada por la cantante afgana Naghma, quien ganó el premio.